# میدوری-کو، چیبا
میدوری-کو، چیبا (به لاتین: Midori-ku, Chiba) یک منطقهٔ مسکونی در ژاپن است که در چیبا واقع شده‌است. میدوری-کو ۶۶٫۲۵ کیلومترمربع مساحت و ۱۲۷٬۳۶۸ نفر جمعیت دارد.